# 영화제

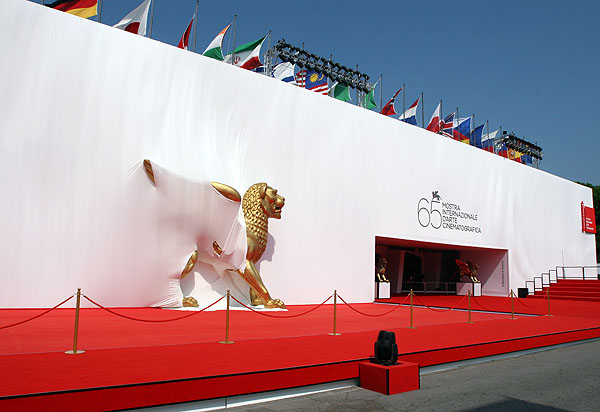

영화제(映畵祭, Film Festival)는 대개 해마다 최근에 나온 영화나 특별한 장르에 속하는 영화들을 모아놓고 상영하는 축제이다. 영화제는 일반적으로 단일 도시나 지역에 있는 하나 이상의 영화관이나 상영 장소에서 조직적이고 확장된 영화 상영 공간이다. 점점 더 많은 영화제에서 일부 영화를 야외에서 상영하고 있다.
영화는 최신일 수 있으며 축제의 초점에 따라 국제 및 국내 개봉이 포함될 수 있다. 일부 영화제는 특정 영화제작자, 공포 영화와 같은 영화 장르 또는 주제에 초점을 맞춘다. 몇몇 영화제는 정의된 최대 길이의 단편 영화를 상영하는 데에만 중점을 둔다. 영화제는 일반적으로 연례 행사이다. 제리 벡(Jerry Beck)을 포함한 일부 영화사학자들은 영화제를 영화의 공식 개봉작으로 간주하지 않는다.
세계에서 가장 오래된 영화제는 베네치아 영화제이다. '빅 5'로 알려진 세계에서 가장 권위 있는 영화제는 베네치아, 칸, 베를린(원조 빅 3), 토론토, 선댄스(창립일에 따라 연대순으로 나열)이다.

## 국제영화제작자연맹(FIAPF)공인 영화제
- 세계 3대 영화제
  - 베네치아 영화제
  - 베를린 영화제
  - 칸 영화제
- 세계 4대 영화제
  - 세계 3대 영화제 + 토론토 국제 영화제

## 대한민국 영화제
- 광주국제영화제
- 대구단편영화제
- 대한민국영화대상
- 미장센단편영화제
- 전주국제단편영화제
- 서울국제영화제
- 부산국제영화제
- 부천국제판타스틱영화제
- 서울독립영화제
- 전주가족영화제
- 서울국제여성영화제
- 서울프라이드영화제
- 서울환경영화제
- 전주국제영화제
- 제천국제음악영화제
- 전주단편영화제
- 춘천영화제
- 핑크영화제
- 한국퀴어영화제
- 디아스포라영화제
- 서울인권영화제

## 같이 보기
- 영화제 목록